# Gerard Dochy
Gerard Dochy (Zonnebeke, 14 augustus 1903 - Izegem, 19 mei 1990) was een Belgisch politicus. Hij was 38 jaar lang burgemeester van de gemeente Oekene.

## Biografie
Gerard Dochy was een landbouwerszoon uit Zonnebeke. Tijdens de Eerste Wereldoorlog vluchtte de familie Dochy naar Frankrijk, naar de streek van de Marne. Na de oorlog bleven de meeste familieleden in Frankrijk hangen. Gerard Dochy keerde terug naar Zonnebeke waar hij op de ouderlijke hoeve actief was tot zijn huwelijk in 1931 met Emma Vanneste uit Oekene. Hij verhuisde naar Oekene om daar een hoeve uit te baten.
Zijn vrouw kwam uit een familie die al een burgemeester had geleverd voor de kleine plattelandsgemeente. Al snel na zijn huwelijk werd hij opgenomen als lid van de Commissie van Openbare Onderstand. De jaren 1930 hadden de gemeente Oekene politieke verdeeld. Na de verhuis van burgemeester Emiel Labeau naar Frankrijk in 1937 werd Dochy aangezocht om in 1938 de lijst 'Gemeentebelangen' te trekken. Hij werd als nieuwkomer in de gemeente aangetrokken als een verzoener tussen de politieke partijen. Hij slaagde erin de lijst 'Gemeentebelangen' als verzoeningslijst op te stellen en er kwam geen tegenlijst. In 1939 werd hij dan ook zonder verkiezing als burgemeester aangesteld.
Dochy kreeg al meteen met de Tweede Wereldoorlog te maken. Hij hield de gemeente in die moeilijke periode samen met schepen Honoré Vanbiervliet recht en probeerde optimaal te bemiddelen tussen de bevolking en de Duitse bezetters. Hij werd in tegenstelling tot vele andere burgemeesters niet vervangen door de Duitsers. Na de oorlog werd hij in 1948 gehuldigd omwille van zijn inzet voor de gemeente tijdens de oorlog. Bij de verkiezingen in 1946 kwam er opnieuw geen tegenlijst en werd Dochy opnieuw aangesteld. Dochy zou tot aan de fusies in 1976 burgemeester blijven. Hij zetelde zes legislaturen en zou maar drie keer met een tegenlijst te maken hebben. Na de fusies verliet hij de politiek. In 1982 ontving hij de titel van ereburgemeester van Oekene.
Dochy zou al tijdens de eerste jaren van zijn bewind de modernisering van de gemeente inzetten. Vooral op het vlak van openbare werken was hij actief. Al snel pakte hij het onderhoud van de waterlopen en vooral de aanleg van asfaltwegen in de landelijke straten aan. Als een van de eerste gemeenten in de regio kon Oekene zich over een volledig verharde wegeninfrastructuur buigen. Er kwam een vernieuwde gemeenteschool en een nieuw gemeentehuis. Na zijn burgemeesterschap bleef Dochy in Oekene wonen. 